# Tudo Bem (álbum de João Pedro Pais)
Tudo Bem é o quarto álbum de estúdio a solo do cantor português João Pedro Pais.
 
Foi lançado em 2004 pela editora Valentim de Carvalho.

Contém 12 faixas, das quais se destacam "Tudo bem", "Mais que uma vez" e "Lembra-te de mim". Todas as canções são assinadas pelo cantor.
Mais tarde foi lançada uma edição especial que inclui uma faixa extra com o tema "Não Há (Ninguem Como Tu)", tema do álbum anterior 'Falar Por Sinais.

"Tudo bem", "Mais que uma vez", "Lembra-te de mim" e "O dia mais longo" viriam a ser escolhidos para fazer parte do álbum Lado a Lado, de 2006, um trabalho partilhado com a cantora portuguesa Mafalda Veiga.
Este trabalho entrou directamente, em Dezembro de 2004, para o 19º lugar do Top Oficial da AFP, a tabela semanal dos 30 álbuns mais vendidos em Portugal, tendo aí ficado por dezasseis semanas com uma reentrada, tendo sido a 14ª posição o lugar mais alto atingido.

## Faixas
1. "Tudo bem" (João Pedro Pais)
2. "Do avesso" (João Pedro Pais)
3. "Mais que uma vez" (João Pedro Pais)
4. "Versos proibidos" (João Pedro Pais)
5. "O amor (é como o mar)" (João Pedro Pais)
6. "Caso perdido" (João Pedro Pais)
7. "Estranho estrangeiro" (João Pedro Pais)
8. "Má pontaria" (João Pedro Pais)
9. "Lembra-te de mim" (João Pedro Pais)
10. "Puro acaso" (João Pedro Pais)
11. "Quantas vezes mais" (João Pedro Pais)
12. "O dia mais longo" (João Pedro Pais)
13. "Não Há (ninguém como tu)" Faixa Extra (João Pedro Pais)